# Lucien Scheler
Lucien Scheler (Cassel, Allemagne, 31 mai 1902 - Paris, 23 avril 1999,) est un éditeur et libraire expert français. Il est par ailleurs écrivain et poète. Il participe à la Résistance littéraire face au nazisme lors de l'occupation de la France pendant la Seconde Guerre mondiale.

## Biographie
Petit-fils du philologue Auguste Scheler, Lucien Scheler, dirige de 1926 à 1928 avec Armand Henneuse « Les écrivains réunis » qui éditent notamment des poèmes de Michel Seuphor, une monographie consacrée à Masereel, une autre, de Stanislas Fumet à Marcel Lenoir. Il s'installe rue de Tournon à Paris pendant la guerre comme libraire et expert en livres anciens. Il publie alors une Bibliographie de la France, imitation parfaite de l'édition officielle, dans laquelle il mentionne les ouvrages réalisés par les éditions clandestines.
D'octobre 1942 à août 1944, il héberge, recommandé par Monny de Boully, Paul Éluard, qu'il rencontre à cette occasion, et Nusch, la police étant venue enquêter à leur domicile. Cette « existence fraternelle » ne sera interrompue que par un séjour de quatre mois d'Éluard en Lozère durant l'hiver 1943 et, peu avant la Libération, par des absences de quelques jours, pour des raisons tactiques, chez Jean Tardieu, Michel Leiris ou les Zervos.
Par suite des activités d'Éluard sa librairie, où se transmettent les faux papiers, devient un point de ralliement pour les messagers des Éditions de Minuit, au réseau desquelles il est rattaché, particulièrement Yvonne Paraf, dites Yvonne Desvignes. Lucien Scheler signe de pseudonymes (Jean Silence ou Jean-Paul Mazurier) les poèmes qu'il confie en 1943 à Paul Éluard et Jean Lescure pour L'Honneur des poètes. Il établit en avril 1944 le second numéro d'une Bibliographie de la France, imitation parfaite de l'édition officielle, dans lequel il recense toutes les publications littéraires réalisées par les éditions clandestines.
En 1944 s'élabore dans sa librairie les premiers numéros de L'éternelle revue, revue clandestine créée par Éluard avec l'aide de Jean Lescure et Louis Parrot, qui paraissent le 1er juin puis au début juillet. Dans les années qui suivent la Libération, il est membre du Comité national des écrivains.
Lucien Scheler accompagne par la suite de préfaces ou postfaces les rééditions de plusieurs ouvrages d'Éluard (Donner à voir, Derniers poèmes d'amour). Auteur de plusieurs recueils de poèmes, Lucien Scheler s'est aussi consacré à l'édition des œuvres complètes de Jules Vallès en quinze volumes et de celles de Paul Éluard, en deux tomes, pour la Bibliothèque de la Pléiade.
Deux vacations dispersent en décembre 2000 ses collections d'éditions originales, autographes et œuvres d'art, notamment Les Amies de Delvaux, Les chevaux (1944) de Dubuffet, Paul Éluard (1952) par Valentine Hugo, Paysage de Ridgefield. New Jersey (1913) de Man Ray, deux peintures de Michaux.

### Poèmes
- Évasions et Métamorphoses ou Robert Macaire dévoilé, Paris, Au vice impuni, 1929.
- La Lampe tempête, avec cinq dessins de Raoul Ubac, Paris, Éditions de Minuit, 1946.
- Sillage intangible, avec une pointe sèche de Picasso, Paris, Le Degré 41, 1958.
- Lisières du devenir, avec six gravures sur cuivre de Raoul Ubac, Paris, Jean Hugues, 1963 (90 exemplaires signées par l'auteur et l'artiste).
- Rémanences, Paris, E.F.R., 1973.
- Trois dont Calendarium, avec quatre aquatintes de Michel Richard, Les Arcs, Élisabeth Richard, 1977.
- De Desiderio Patriae, avec deux eaux-fortes de Jean Cortot, Paris, Blaizot, 1978.
- À nul autre que toi, avec une lithographie de Jean Bazaine, Genève, Jacques Quentin, 1987.
- For ever, livre-collages de Bertrand Dorny, Paris, Bertrand Dorny, 1991.

### Souvenirs
- La Grande Espérance des poètes, 1940-1945, précédé de Hier Demain Toujours par Jean Lescure, Paris, Temps actuels, 1982.  (ISBN 2201015694)

### Ouvrages d'érudition
- Lavoisier et la Révolution française, Paris, Hermann, 1957-1960.
- Le Comité central des vingt arrondissements de Paris d'après les papiers inédits de Constant Martin et les sources imprimées, en collaboration avec Jean Dautry, Paris, Éditions sociales, 1960.
- Lavoisier et le principe chimique, Paris, Pierre Seghers, 1964.

### Éditions critiques
- Marat (J.-P.), Textes choisis, Paris, Éditions de Minuit, 1946.
- Lamennais, La Liberté trahie, Paris, La Bibliothèque française, 1946.
- Lettres de fusillés, préfacées par Lucien Scheler, Paris, France d'abord, 1946.
- Rabelais, La Grande et Vraye Pronostication nouvelle pour l'an 1544, Paris, Droz, 1947.
- Tristan (Flora), Choix de textes précédé de la Geste romantique de Flora Tristan, Paris, La Bibliothèque française, 1947.
- Vallès (Jules), Œuvres, Paris, Éditeurs français réunis (EFR), 15 volumes, 1948-1972.
- Rabelais, Œuvres complètes, texte établi et annoté par Jacques Boulenger, édition revue et complétée par Lucien Scheler, Paris, Gallimard, Bibliothèque de la Pléiade, 1955.
- Éluard (Paul), Œuvres complètes, en collaboration avec Marcelle Dumas, Paris, Gallimard, Bibliothèque de la Pléiade, 2 volumes, 1968.
- Vallès (Jules), Œuvres complètes, en collaboration avec Marie-Claire Bancquart, édition en 4 volumes illustrés des documents de l'époque, Paris, Livre Club Diderot, 1969-1970.
- Robida (Albert), Album du siège et de la Commune : Paris 1870-1871, introduction et notes de Lucien Scheler, 2 volumes, Paris, R. Clavreuil, 1971.
- Éluard (Paul), Lettres à Joë Bousquet, Paris, EFR, 1973

## Sources
: sources utilisées pour la rédaction de cet article
- Lucien Scheler, La Grande Espérance des poètes, 1940-1945, Paris, Temps actuels, 1982, 388 p.  (ISBN 2201015694)
- Gerhard Landes, « L'Honneur des poètes », « Europe », Geschichte und gedichte, Zur Lyrik der Résistance, Focus Verlarg, Giessen, 1985, 162 p. [Entretien avec Jean Lescure, texte en français, p. 135-148].
- François Lachenal, Éditions des Trois Collines, Genève-Paris, IMEC Éditions, Paris, 1995, 168 p.  (ISBN 2908295261)
- Jean Lescure, Poésie et Liberté, Histoire de Messages, 1939-1946, Éditions de l’IMEC, Paris, 1998, 472 p.  (ISBN 2908295385).
- Archives des années noires. Artistes, écrivains et éditeurs, documents réunis et présentés par Claire Paulhan et Olivier Corpet, préface de Jérôme Prieur, Institut Mémoires de l'édition contemporaine, Paris, 2004, 144 p.  (ISBN 2908295717)
- « Les Lettres françaises et Les Étoiles dans la clandestinité, 1942-1944 », présentées par François Eychart et Georges Aillaud, Paris, Le cherche midi, 2008, 284 p.  (ISBN 9782749112299)
- Robert O. Paxton, Olivier Corpet et Claire Paulhan, Archives de la vie littéraire sous l'Occupation, À travers le désastre, Éditions Taillandier et les Éditions de l'IMEC, 2009, 448 p.  (ISBN 978-2-84734-585-8) (p. 233, 276 et 299)